# Главни размери на плавателен съд
Главни размери на съда (основни размери на плавателен съд или кораб) е съвкупността от конструктивните, разчетните, максималните и габаритните линейни размери на съда: дължина, ширина, газене и височина на борда. Главните размери характеризират мореходните качества на кораба (съда) и определят възможността за неговото преминаване през теснини (канали, заливи, проливи), шлюзове, плитчини, определят възможностите за поставянето му на стапел (слип) или влизането му в корабен док.

## Височина на борда
Височината на борда е вертикално разстояние, измеряемо в плоскостта на мидъл шпангоута от основната плоскост до бордовата линия на горната палуба – линията на пресичане на теоретичните повърхности на борда и горната палуба или техните продължения при закръгленото съединяване на палубата с борда. За подводните лодки височината на борда се определя като разстоянието по вертикала между крайните точки на външния ѝ корпус в района на мидъл-шпангоута, но без оглед височината на огражденията на рубката.

## Газене
Газене е разстоянието от хоризонталната плоскост, преминаваща през най-ниската точка в средата на дължината на корпуса (без оглед оглед издадените части) до повърхността на спокойната вода. Различават се газене по носа, кърмата и средно газене, като средно аритметична стойност на кърмовото и носовото газене.

## Дължина
Дължината на съда е разстоянието между неговите носови и кърмови конструктивни елементи. Различават се дължина на съда: по конструктивната водолиния, между перпендикулярите, максимална и габаритна. За подводните лодки допълнително се различават: дължина на непроницаемия корпус и дължина на здравия корпус.
Дължината на кораба по конструктивната (разчетната) водолиния е разстоянието между точките на пресичане на носовата и кърмовата части на конструктивната водолиния с диаметралната плоскост. Дължината между перпендикулярите е разстоянието между носовия и кърмовия перпендикуляри на кораба. Максималната дължина на кораба е разстоянието между крайните точки на теоретичните повърхности на корпуса на кораба в носовия и кърмовия край. Габаритна дължина на съда е разстоянието между крайните точки на носовата и кърмовата крайност на корпуса с оглед издадените части. Дължината на непроницаемия корпус на подводната лодка е разстоянието между крайните напречни прегради (най-често крайните цистерни на главния баласт). Дължината на здравия корпус е разстоянието между крайните точки на крайните прегради на здравия корпус.
Дължината на гражданския съд е разстоянието, измеряемо на нивото на лятната товарна водолиния от предния ръб на форщевена до оста на балера на руля или 96% от дължината на съда, измеряема на нивото на тази водолиния от предния ръб на форщевена до крайния ръб на кърмовата част на съда.

## Ширина
Ширина на съда е разстоянието между различните конструктивни точки на кораба, разположени на неговия десен и ляв бордове. Различават се максимална ширина, ширина по конструктивната водолиния, по разчетната водолиния, на мидъл шпангоута, габаритна, ширина по стабилизаторите (за подводните лодки).
Максимална ширина на кораба се нарича разстоянието, измеряемо перпендикулярно на диаметралната плоскост, между крайните точки на теоретичната повърхност на корпуса на кораба. Ширина на кораба по конструктивната водолиния се нарича максималната ширина според конструктивната водолиния. Ширина на кораба по разчетната водолиния се нарича максималната ширина според разчетната водолиния. Ширина на кораба по мидъл-шпангоута се нарича ширината на конструктивната водолиния при мидъл-шпангоута. Габаритна ширина на кораба се нарича разстоянието, измеряемо перпендикулярно на диаметралната плоскост между крайните точки на корпуса на кораба (съда), с оглед издадените части. Под ширина на подводната лодка със стабилизаторите се подразбира размаха на стабилизаторите на подводната лодка, т.е. разстоянието между крайните точки на стабилизаторите.